# Hipoclorit de calciu
Hipocloritul de calciu (cu denumirile alternative de clorură de var sau var cloros) este un compus anorganic cu formula Ca(ClO)2, fiind sarea calciului cu acidul hipocloros. Este utilizat pentru tratamentul apelor și în înălbitori.

## Obținere
Hipocloritul de calciu este obținut la nivel industrial în urma tratării varului (Ca(OH)2) cu clor gazos. Reacția poate fi oprită în diferite etape, obținându-se concentrații diferite de hipoclorit de calciu, împreună cu var nereacționat și clorură de calciu. Ecuația reacției chimice este:
2 Cl
2 + 2 Ca(OH)
2 → Ca(OCl)
2 + CaCl
2 + 2 H
2O